# Круг, Арнольд
Арнольд Круг (нем. Arnold Krug; 16 октября 1849, Гамбург — 14 августа 1904, там же) — немецкий композитор. Сын композитора Дидериха Круга.
Учился в Гамбурге у своего отца и Корнелиуса Гурлитта, затем в Лейпцигской консерватории у Карла Райнеке и наконец в Берлине у Фридриха Киля и Эдуарда Франка. В 1872—1877 гг. профессор фортепиано в Консерватории Штерна. Затем, благодаря полученной в 1877 г. премии имени Мейербера, на протяжении двух лет путешествовал по Италии, получив композиторский диплом ещё и в Академии Санта-Чечилия. После этого вернулся в Гамбург и до конца жизни преподавал там в различных учебных заведениях и частным образом, а также возглавлял несколько хоровых коллективов. Среди его учеников, в частности, Густав Йеннер и Эрнст Канблай.
Наибольшей прижизненной известностью пользовались фортепианные пьесы Круга, предназначенные для музыкантов-любителей, — особенно циклы «Сцены из кукольного домика» ( Szenen aus der Puppenstube), «Цветочные натюрморты» (нем. Blumenstücke), «В полях и лугах» (нем. Aus Feld und Flur). Среди его многочисленной хоровой музыки признание современников заслужили кантаты «Сигурд» и «Фингал». Кроме того, Кругу принадлежат две симфонии, Симфонический пролог к трагедии Шекспира «Отелло», вокальные и камерные сочинения. Среди последних выделяется струнный секстет Op. 68 (1895), одержавший победу в конкурсе композиций с использованием новых струнных инструментов — виолотты и челлоне, — созданных Альфредом Штельцнером; жюри возглавлял Феликс Дрезеке (как современники, так и потомки чаще исполняли секстет Круга без участия экзотических инструментов, со вторым альтом и второй виолончелью).